# Danny Needham
Danny Needham (Saint Paul, 20 de maio de 1867 - Saint Peter, 12 de setembro de 1922) foi um pugilista americano.

## Biografia
Notável por sua incrível resistência física, Danny Needham não era um adversário fácil de ser vencido pelo cansaço. Participou de lutas memoráveis, incluindo um duelo de 76 assaltos contra Tommy Ryan, além de uma luta de 100 assaltos contra Patsy Kerrigan.
Needham começou a boxear em 1886, aos 19 anos, e rapidamente começou a se impor entre os pesos-leves, nas arenas de Saint Paul. Após dois anos de carreira, portanto em 1888, Needham foi até Minneapolis disputar o título de campeão americano dos pesos-leves contra Billy Myer.
A luta entre Needham e Myer durou 20 assaltos, após os quais foi decretada a vitória de Myer pelo árbitro do combate. Esse resultado foi considerado extremamente controvertido, haja vista que Myer se encontrava bem machucado ao término da luta, ao passo que Needham quase não apresentava sinais de lesões.
Needham recuperou-se deste revés, aplicando nocautes rápidos nas suas três lutas seguintes. Então, uma nova luta de 20 assaltos tornou a se repetir na carreira de Needham. Seu adversário, Harry Gilmore, terminou nocauteado no último assalto.
Encontrando dificuldades para manter seu peso entre os leves, Needham decidiu subir para a categoria dos meios-médios, tendo feito sua estreia nessa nova categoria de peso em 1890, numa épica luta contra Patsy Kerrigan.
A luta entre Needham e Kerrigan durou impressionantes 100 assaltos, em quase sete horas de luta, no que acabou se transformando na segunda luta mais longa da história do boxe. Apesar de extenuados, ambos os lutadores se recusavam a desistir. O árbitro, porém, vendo que não havia mais condições de dar prosseguimento ao combate, tomou a atitute de por um fim à luta depois do encerramento do seu centésimo assalto. O resultado final foi um empate.
Após essa verdadeira batalha contra Kerrigan, Needham precisou de três meses para se recuperar, mas não somente pelo extenuante esforço ao qual havia se submetido, bem como pelo fato de ele ter quebrado a mão direita logo no quinto assalto daquela luta. Ou seja, Needham havia lutado 95 rounds com uma das mãos quebrada. 
Então, em 1891, todos clamavam por um luta entre o terrível Danny Needham contra o promissor Tommy Ryan, considerados os dois melhores lutadores meios-médios da época, uma categoria que estava sem um campeão desde a morte de Paddy Duffy.
A luta contra Ryan acabou se tornando mais uma sangrenta batalha a entrar para a carreira de Needham. Após 76 assaltos disputados, em aproximadamente cinco horas, o córner de Needham anunciou sua desistência. Para infelicidade de Needham, como mais tarde se ficou sabendo publicamente, àquela altura do combate Ryan também estava prestes a desisitir da luta.
Em seguida, em 1892, Needham lutou contra o temido campeão australiano dos pesos-leves George Dawson, em uma luta válida na categoria dos meios-médios. Needham dominava a luta até o 29º assalto, quando sofreu um durou nocaute. Posteriormente, Needham lutou contra seu ex-empresário Mysterious Billy Smith, tendo então perdido a segunda luta consecutiva por nocaute. Em 1893, contra o australiano Billy Shadow Maher, no 35º assalto, Needham sofreu seu terceiro nocaute seguido.
Após essas três derrotas seguidas, Needham conseguiu uma pequena recuperação, quando, em 1894, derrotou o inexpressivo Louis Groeninger e conquistou o título de campeão americano dos meios-médios. Porém, àquela altura de sua vida, Needham já pensava seriamente em aposentar-se e nunca se dispôs a defender esse título. Continuou a lutar esporadicamente até os idos de 1899, quando fez sua última luta contra o irlandês Paddy J. Purtell.
Em sua vida particular, Needham teve uma trajetória tão atribulada quanto sua carreira dentro dos ringue de boxe. Junto com seus dois irmãos, durante sua juventude, Danny se notabilizou em sua cidade natal como um verdadeiro encrenqueiro, sempre envolvido em brigas de ruas e pequenos crimes, o que acabou lhe rendendo o seu apelido de o terror de St.Paul.
Needham casou-se com May Skinner, à contragosto da família de May, quando ela ainda era uma jovem moça. Muitos anos mais tarde, enquanto Needham estava fora de St. Paul, May passou a ser assediada por um homem chamado Louis Kihlmeyer. Avisado por May, Needham retornou à cidade e tentou matar Kihlmeyer.
Posteriormente, Needham continuou se envolvendo em problemas, tendo sido cumprido três meses de prisão no ano de 1899, após ter cometido um assalto. Após sair da prisão, Needham e sua esposa mudaram-se para Chicago, em busca de uma nova vida. Porém, pouco tempo depois que os dois chegaram a Chicago, May teve um câncer diagnosticado, que lhe tirou a vida em 1901.
Após a morte de sua esposa, Needham teve um colapso nervoso e desapareceu, tendo sido reencontrado muitos anos mais tarde, em 1918, quando novamente acabou sendo detido pela polícia. Needham passou os três últimos anos de sua vida internado em um hospital psiquiático, em St. Peter, até vir a falecer em 1922.